# ۳-هگزین
۳-هگزین (به انگلیسی: 3-Hexyne) با فرمول شیمیایی C۶H۱۰ یک ترکیب شیمیایی با شناسه پاب‌کم ۱۳۵۶۸ است. شکل ظاهری این ترکیب، مایع بی‌رنگ است.